# Opel Tigra TwinTop
Pour le coupé sorti en 1994, voir Opel Tigra.
 (septembre 2023).
Si vous disposez d'ouvrages ou d'articles de référence ou si vous connaissez des sites web de qualité traitant du thème abordé ici, merci de compléter l'article en donnant les références utiles à sa vérifiabilité et en les liant à la section « Notes et références ».
L'Opel Tigra TwinTop est un coupé cabriolet ultra compact conçu par le constructeur allemand Opel et assemblé chez le carrossier français Heuliez, partageant une base commune à la Corsa C. Ce véhicule original reprend la succession de la Tigra ayant fait ses débuts en 1994. Elle a été commercialisée sous la marque Vauxhall en Grande-Bretagne, ainsi que par Holden en Australie.

## Tigra TwinTop (2004–2009)

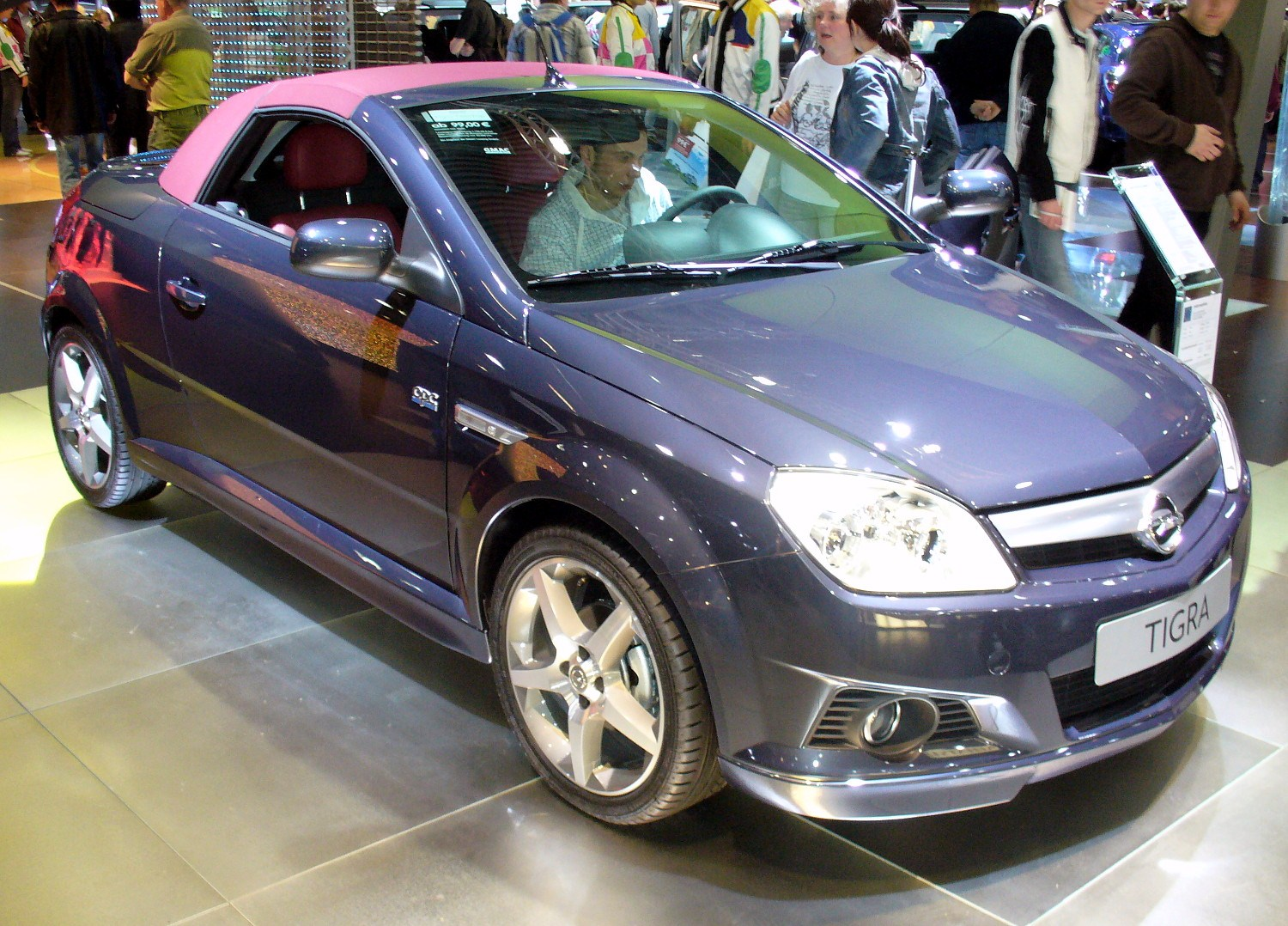
Le volume habitable

Après une absence d'un peu plus de trois ans, Opel ressuscite la Tigra en 2004 sous la forme d'un roadster ultra compact avec une carrosserie coupé cabriolet. L'étude, l'ingénierie et la production sont confiés à la société française Heuliez qui pioche dans la banque d'organes de l'Opel Corsa C.
Cette Tigra TwinTop possède deux places qui sont abritées par un toit rétractable dans le coffre à l'instar de sa concurrente, la Peugeot 206 CC dont le toit est également assemblé chez Heuliez.
Elle est dotée d'une motorisation essence ou diesel.
En essence on retrouve le moteur 1,4 litre 16v de 90 ch de la génération précédente, ainsi qu'un 1,8 litre 16v de 125 ch.
La Tigra dispose aussi d'un diesel, le 1,3 litre 16v de 70 ch d'origine Fiat.
En Australie, la Holden Tigra TwinTop sera vendue qu'avec l'unique motorisation de 1,8 litre.
Cette voiture se vend mal: prévue pour être fabriquée à 250 exemplaires par jour, il n'en sortira à peine que 50 au pic de production.
La production s'arrête totalement en 2009 avec la fermeture de l'usine Heuliez de Cerisay qui rencontre de grandes difficultés économiques.

### Motorisations essence
| Code moteur     | Cyl.      | Puissance             | Couple                 | Alimentation    | Levé de soupapes | Compression |
| --------------- | --------- | --------------------- | ---------------------- | --------------- | ---------------- | ----------- |
| z14xep (ecotec) | 1 389 cm3 | 90 ch à 6 000 tr/min  | 125 N m à 4 000 tr/min | Inj. multipoint | DOHC             | 10.5:1      |
| z18XE (Ecotec)  | 1 796 cm3 | 125 ch à 6 000 tr/min | 165 N m à 4 600 tr/min | Inj. multipoint | DOHC             | 10.8:1      |

### Motorisation diesel
| Code moteur                      | Cyl.      | Puissance            | Couple                                        | Alimentation    | Levé de soupapes | Compression |
| -------------------------------- | --------- | -------------------- | --------------------------------------------- | --------------- | ---------------- | ----------- |
| Fiat 1.3 Multijet (CDTi Ecotech) | 1 248 cm3 | 70 ch à 4 000 tr/min | 170 N m sur une plage de 1 750 à 2 500 tr/min | Inj. multipoint | DOHC             | 18.0:1      |